# 1-K 37mm対戦車砲

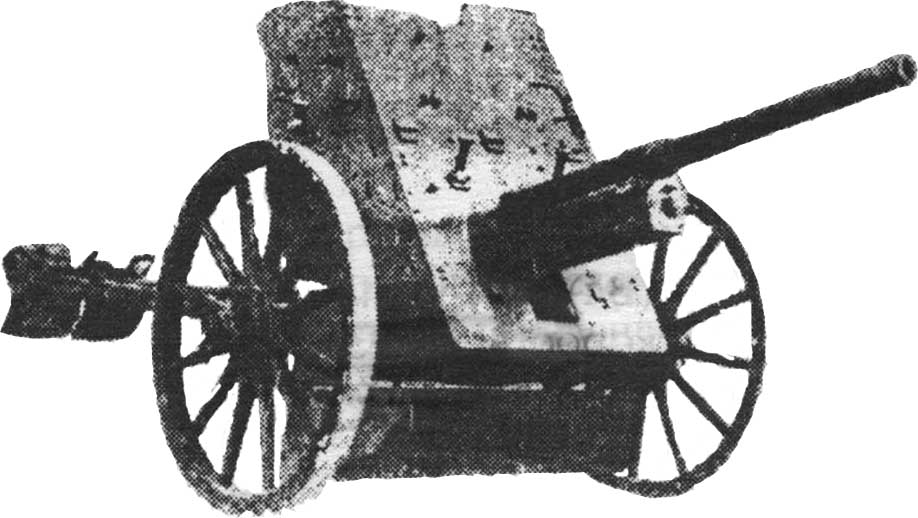
1-K 37mm対戦車砲

M1930 37mm対戦車砲(1-K)（ロシア語：37-мм противотанковая пушка образца 1930 года (1-К)）とは、ソビエト連邦の対戦車砲である。

## 概要
1920年代後半にソビエト連邦は初めて対戦車砲の開発に取り組んだが、経験不足が災いして失敗続きであった。同時期にドイツのラインメタル社は新型の37mm対戦車砲（後の3.7 cm PaK 36）の開発を行っていたが、当時のドイツはヴェルサイユ条約によって火砲の保有を禁止されていたためドイツ国内での実射試験を行うことができなかった。
1922年に締結されたラパッロ条約により軍事技術協力関係にあった両国は、ソ連国内で対戦車砲の実射試験を行わせることと引き換えにソ連に新型対戦車砲のサンプルを引き渡すことで合意した。
これにより開発されたのが、M1930対戦車砲である。外見は車輪が木製スポークである以外はPaK 36に非常によく似ている。翌年の1932年にはこれを基に口径を45mmに拡大した19-K (M1932) 45mm対戦車砲が開発されたため生産は少数で打ち切られたが、その後のソ連の45mm対戦車砲の基本構造はすべてこの砲を基にしている。さらに、BT-2快速戦車の主砲もこの砲を元に開発されている。
1941年に大祖国戦争が勃発すると1-K対戦車砲も前線に駆り出されたがその多くはドイツ国防軍に鹵獲され、PaK 36と砲弾の共用が可能であったためにソ連軍に対して用いられることも多かった。

## スペック
- 口径：37mm
- 全長：m（牽引時）
- 全幅：m
- 重量：kg（射撃時）/kg（牽引時）
- 砲身長：1,665mm（45口径）
- 仰俯角：-8°~+25°
- 左右旋回角：60°
- 運用要員：名
- 発射速度：10~15発/分（最大）
- 射程：m（高速徹甲弾）/m（標準榴弾）
- 生産期間：1931年~1932年
- 生産総数：509門